# Rue Joubert
La rue Joubert est une voie du 9e arrondissement de Paris.

## Situation et accès
Longue de 275 mètres, elle commence rue de la Chaussée-d'Antin et finit rue de Caumartin.
Ce site est desservi par les stations de métro Havre - Caumartin, Trinité - d'Estienne d'Orves et Chaussée d'Antin - La Fayette.

## Origine du nom

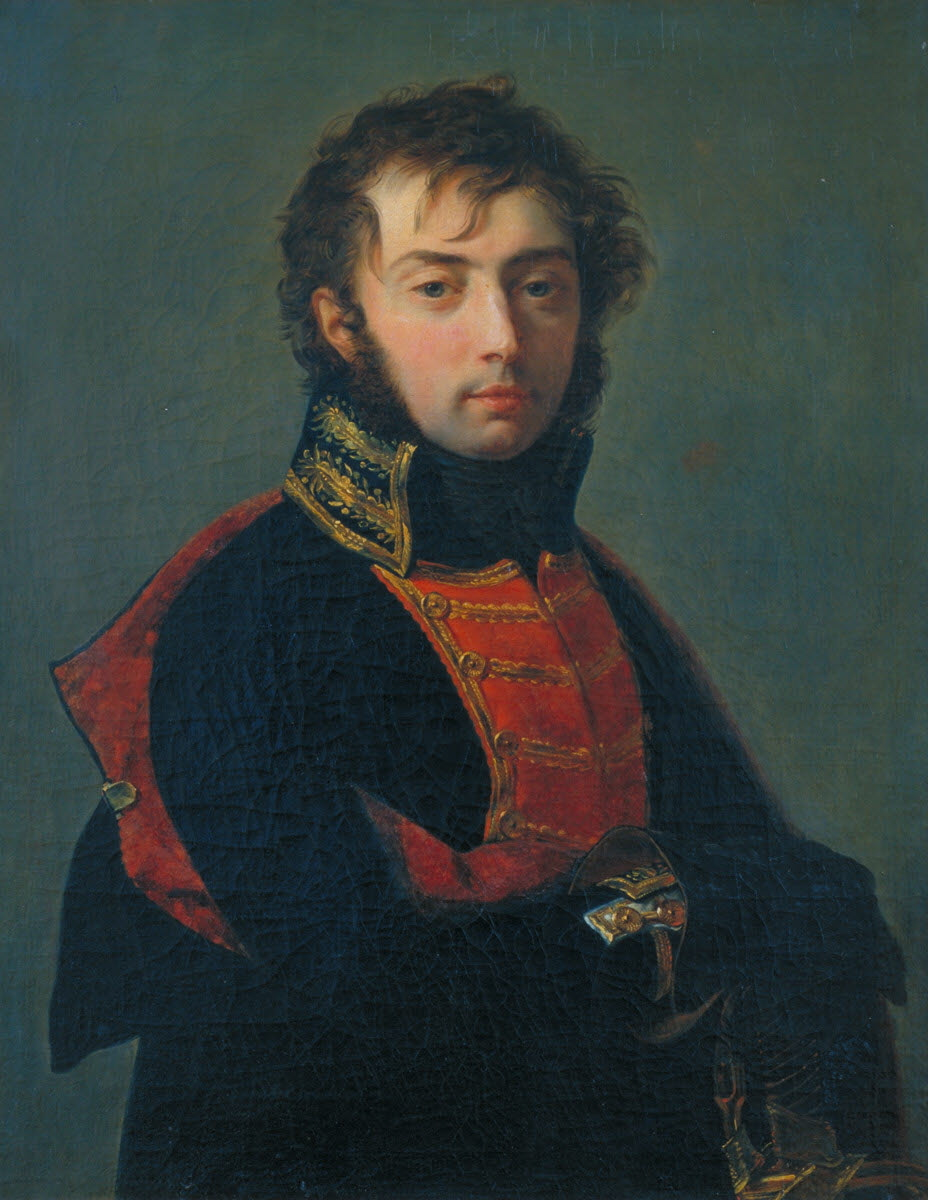
Portrait présumé du général Joubert par Antoine-Jean Gros (vers 1799).

Elle porte le nom du général Joubert (1769-1799), mortellement blessé à la bataille de Novi.

## Historique
Cette voie a été ouverte par lettres patentes du 9 juin 1780, sur les terrains appartenant au sieur Sainte-Croix et à l'Hôtel-Dieu :
« Louis, par la grâce de Dieu roi de France et de Navarre, à nos amés et féaux, les gens tenant notre Cour de Parlement à Paris, salut. 
Nous ayant été représenté que par les arrêts de notre Conseil des 6 août 1779 et 18 février 1780, nous aurions commis les sieurs Joly de Fleury et Taboureau, conseillers d'État, et le sieur Lenoir, aussi conseiller d'État, lieutenant général de police de la ville de Paris, pour acquérir, en notre nom, dans le nouveau quartier étant au-delà du rempart de la Chaussée-d'Antin, des terrains suffisants à l'effet d'y construire une église et un bâtiment pour y transférer et loger commodément le même nombre de religieux capucins qui se trouvent aujourd'hui dans le couvent de la rue Saint-Jacques, qu'en exécution desdits arrêts, lesdits sieurs commissaires ont, par contrat passé devant Rouen et son confrère, notaires au Châtelet de Paris, le 18 juin 1780, acquis du sieur de Sainte Croix 2 053 toises de superficie de terrain pour y placer ladite église, bâtiments et dépendances de ce nouvel établissement ; celui d'une chapelle succursale de la paroisse Saint-Eustache, dont la construction a été autorisée par nos lettres patentes du mois de septembre 1779, enregistrées au Parlement.
Le nombre de bâtiments qui depuis quelques années ont été élevés et qui le sont journellement au-delà des boulevards, depuis la rue Poissonnière jusqu'au faubourg Saint-Honoré, nécessitent des communications faciles et commodes, tant pour les gens de pieds que pour la circulation libre des voitures et des approvisionnements en tous genres indispensables aux besoins des habitants de ce nouveau quartier.
Que pour remplir ces objets, dignes de notre attention, il est à désirer qu'il soit ouvert sur la direction de la rue Thiroux une nouvelle rue dans laquelle seront placés l'église et le bâtiment des Capucins, et qui conduira à la rue Saint-Lazare, comme aussi une autre rue) en face desdits église et bâtiments, qui débouchera à la chaussée d'Antin, le tout au travers des terrains appartenant audit sieur de Sainte-Croix et à l'Hôtel-Dieu de Paris.
Qu'il convient en conséquence d'autoriser l'aliénation d'une partie des héritages, dont ledit Hotel-Dieu est propriétaire, dans ce nouveau quartier, pour être employés conformément au plan du local qui a été levé de l'ordre desdits sieurs commissaires, et voulant en même temps pourvoir au payement annuel de la rente foncière de 350 livres, due au sieur Le Coq, et affectée sur portion dudit terrain, et d'une autre rente de 9 livres 16 sols due au domaine de la ville de Paris, pour raison du terrain de l'égout sur lequel passera la rue faisant la prolongation de la rue Thiroux.
Nous aurions sur le tout expliqué nos intentions par arrêt de ce jourd'hui rendu en notre Conseil, Nous y étant, sur lequel nous aurions en même temps ordonné que toutes lettres patentes nécessaires seraient expédiées. À ces causes, de l'avis de notre Conseil qui a vu ledit arrêt, dont expédition est ci attachée sous le contre scel de notre chancellerie, nous avons, conformément à icelui, ordonné et par ces présentes, signées de notre main ordonnons :
- Article 1 : qu'il sera ouvert sur la direction de la rue Thiroux, une nouvelle rue de 5 toises de large, qui régnera le long de la face de l'église et bâtiments des Capucins, et arrivera à la rue Saint-Lazare, à travers les terrains du dit sieur de Sainte-Croix, laquelle sera nommée rue Sainte-Croix[2], comme aussi une autre rue[4] en face des dits bâtiments et perpendiculaire sur celle de la rue Sainte-Croix, aussi de 5 toises de large, qui sortira sur la Chaussée-d'Antin à 16 toises de distance de la rue de l'Égout [actuelle rue de Provence], laquelle sera nommée rue Neuve-des-Capucins, pareillement ouverte sur les terrains du dit sieur de Sainte-Croix et de l'Hôtel-Dieu, et ce conformément au plan que nous avons vu et signé, lequel demeurera annexé à nos présentes lettres. En conséquence, autorisons les administrateurs de l'Hôtel-Dieu, à vendre et aliéner au dit sieur de Sainte-Croix, sur l'estimation qui en sera faite par l'inspecteur des bâtiments du dit Hôtel-Dieu, les terrains par eux loués, par bail à vie aux sieurs Sandrier des Fossés et Sandrier de Morcourt, jusqu'à concurrence de 2 300 toises ou environ. Permettons aux dits administrateurs d'employer une partie de la somme qui proviendra de ladite vente au payement des ouvriers qui ont été occupés à la reconstruction des salles incendiées dudit Hôtel-Dieu et de faire emploi du surplus en rentes, conformément aux règlements.
- Article 2 : que pour indemniser les propriétaires de la valeur des terrains des deux nouvelles rues à ouvrir, dont ils consentent l'abandon gratuitement, faisant en superficie 1 350 toises, toutes les premières maisons à y construire seront jusqu'à la première vente qui en sera faite, exemptes du logement des Gardes françaises, suisses et autres gens de guerre.
- Article 3 : que la dépense du premier pavé des rues Sainte-Croix et Neuve-des-Capucins, sera payée des fonds que nous destinerons à cet effet, et que les dites rues seront, pour leur entretien, employées sur les états des ponts et chaussées de la ville.
- Article 4 : que pour procurer aux propriétaires des maisons et terrains des dites rues, la faculté de faire des bâtiments d'une construction agréable, les dits propriétaires seront dispensés du paiement de tous droits de police et de grande et petite voiries, pour les premières constructions et pendant le cours de six années à compter du 1er janvier prochain, lequel temps passé, et lesdites rues étant ouvertes, la faculté d'accorder les alignements et permission relatifs à la construction et usage des bâtiments appartiendra aux Trésoriers de France grands voyers, et aux Commissaires de la voyerie en la manière accoutumée.
- Article 5 : que la rente de 350 livres due au sieur le Coq et celle de 9 livres 16 sols appartenante au domaine de la Ville de Paris seront employées sur l'état des charges assignées sur notre domaine et payées annuellement de la manière et aux termes qu'elles sont dues. Si vous mandons que ces présentes vous ayés à faire registrer et le contenu en icelles garder et observer selon leur forme et teneur, cessant et faisant cesser tous troubles et empêchements à ce contraires, car tel est nostre plaisir.

Donné à Versailles le neuvième jour de Juin, l'an de grâce mil sept cent quatre vingt, et de notre règne le septième.
Signé Louis. »

Elle prend sa dénomination actuelle le 26 brumaire an VIII (17 novembre 1799).

## Bâtiments remarquables et lieux de mémoire
- No 4 : c'est à cette adresse que, sous le Second Empire, se trouvait Le Farcy, l'une des maisons closes les plus célèbres de Paris, détrônée en notoriété par Le Chabanais sous la IIIe République[5].
- No 17 : demeure, sous le Premier Empire, du général baron d'Empire Armand Joseph Henri Digeon.
- À la jonction de la rue Joubert avec la rue de la Victoire, au 20 de la rue Joubert et au 98 bis de la rue de la Victoire se trouvait l'hôtel de l'architecte français François-Joseph Bélanger, aujourd'hui détruit. « Le 30 brumaire an III (20 novembre 1794), Bélanger se présentait à la barre de la Convention, et y donnait lecture d'une pétition par laquelle il se plaignait de ce que le Comité révolutionnaire de la section de Robespierre et celui de la section des Piques, en vendémiaire an II, s'étaient emparés de sa maison, dont la valeur et le produit formaient toute sa fortune, et en avaient chassé les locataires pour en faire une petite Bastille à leur convenance, désignée sous le nom de Prison des Anglais »[6]. Après sa libération de la prison Saint-Lazare pendant la Révolution française, Bélanger réaménagea son hôtel dans le style pompéien pour son épouse, la danseuse Mademoiselle Dervieux[7].
- No 28 : 
  - immeuble dans lequel est né l'écrivain français Georges Bernanos le 20 février 1888. Cependant, son acte de naissance indique qu'il est né au no 26[8] ;
  - maison où mourut le général Gourgaud.
- No 37 : première adresse de l'Agence Rol, fondée par Marcel Rol en 1904[9].

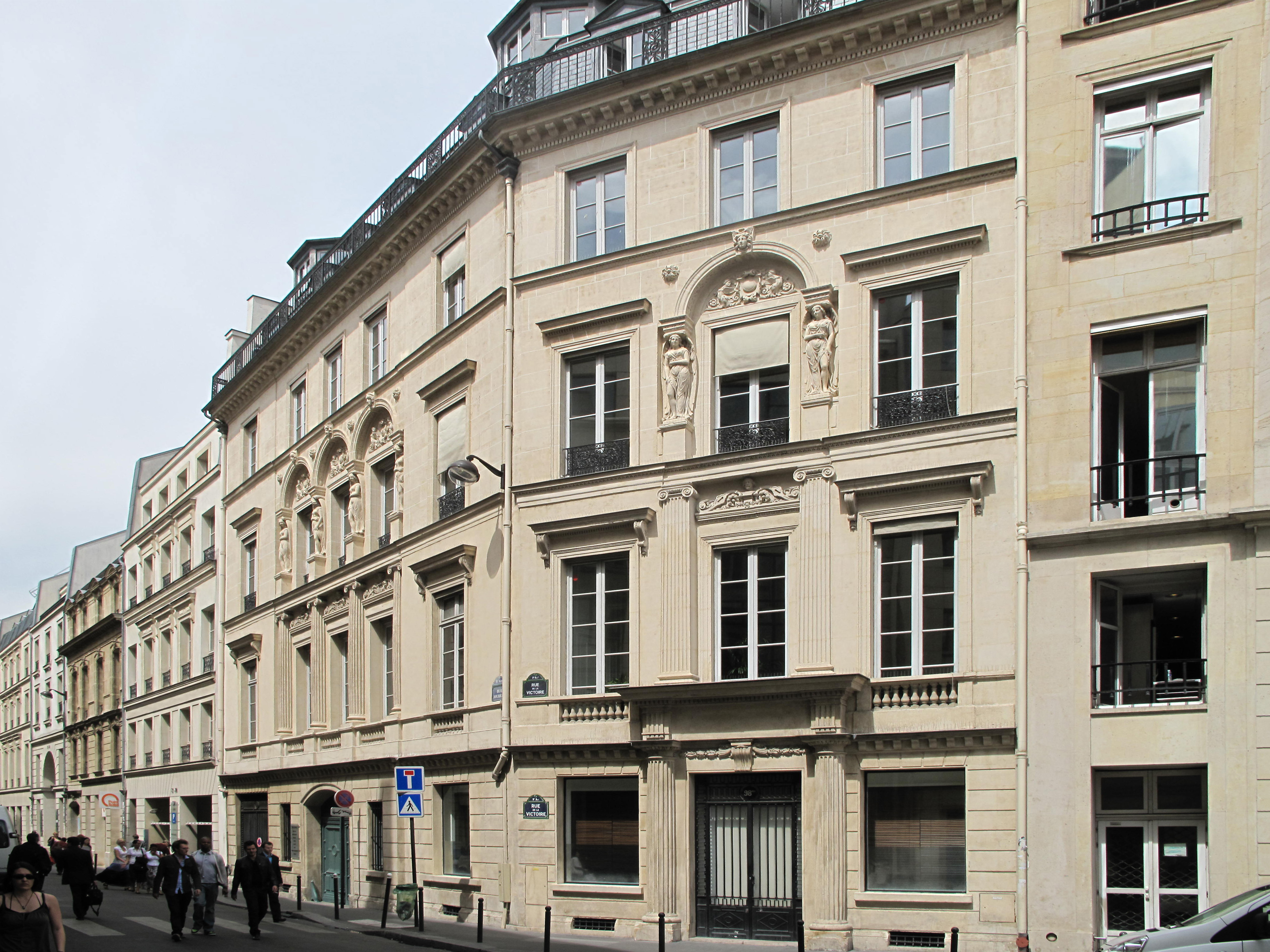
Au n°20, hôtel de Mlle Dervieux, construit par l'architecte François-Joseph Bélanger.
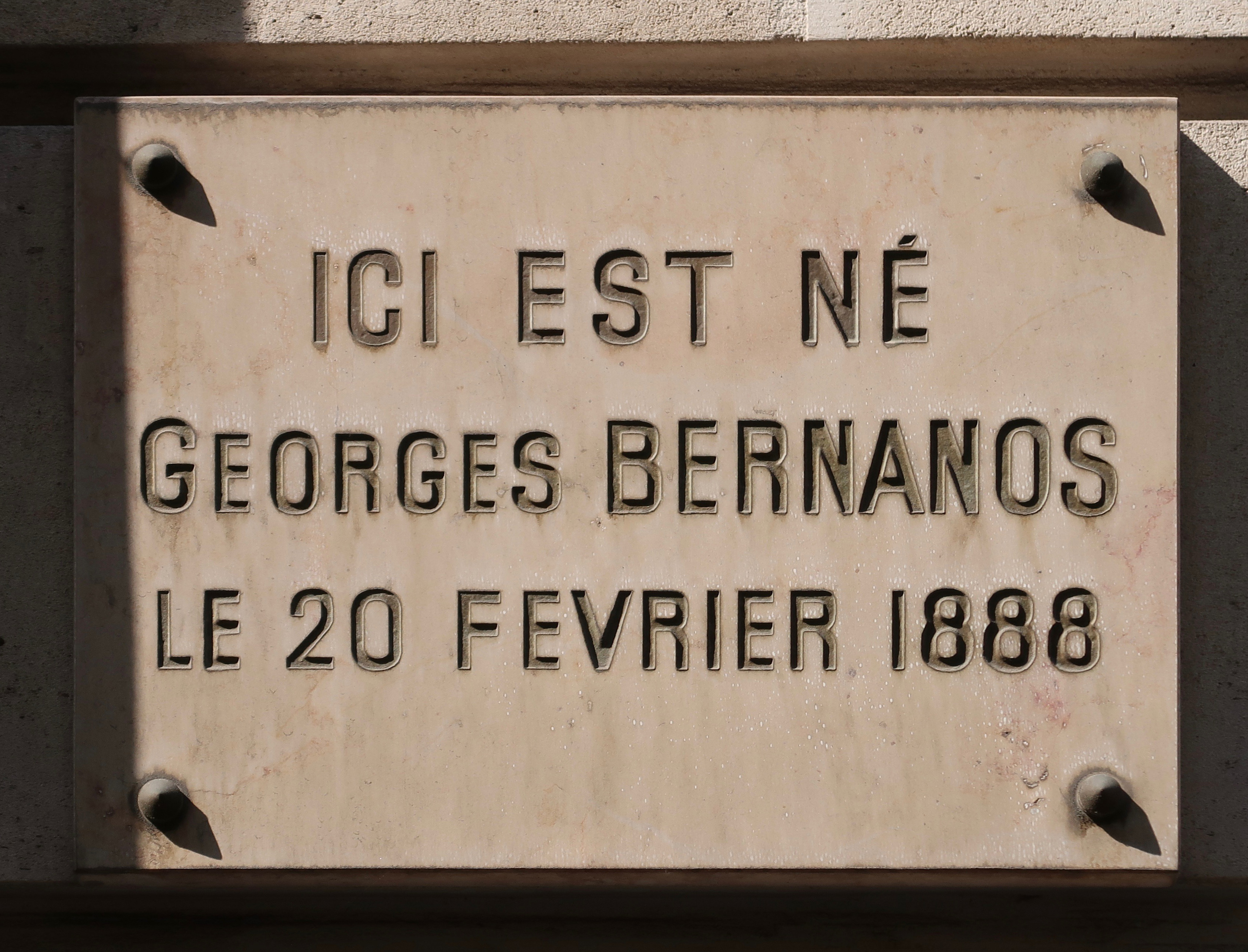
Plaque commémorative au no 28.

## Littérature
L'orgie racontée longuement par Balzac au début de La Peau de chagrin se passe en octobre 1830 « à un hôtel de la rue Joubert » qui appartient au banquier fictif, Jean-Frédéric Taillefer, une puissance de la monarchie de Juillet.